# Pigénia
Pigénia är en ort i Cypern.   Den ligger i distriktet Eparchía Lefkosías, i den nordvästra delen av landet, 60 km väster om huvudstaden Nicosia. Pigénia ligger 255 meter över havet och antalet invånare är 129. Den ligger på ön Cypern.
Terrängen runt Pigénia är kuperad åt sydväst, men åt nordost är den platt. Havet är nära Pigénia norrut.Trakten runt Pigénia är ganska glesbefolkad, med 25 invånare per kvadratkilometer. Närmaste större samhälle är Léfka, 18,8 km öster om Pigénia. 